# Selecting His Heiress
Selecting His Heiress és un curtmetratge mut de la Vitagraph dirigit per William J. Humphrey i protagonitzat per John Bunny i Flora Finch, entre d'altres. La pel·lícula es va estrenar el 18 d'octubre de 1911.

## Argument
L'oncle Doughbags és molt ric i ha de decidir com ha d'escriure el testament. Només té tres nebodes i per tal d'estar segur de no equivocar-se sobre qui farà millor ús dels seus diners decideix visitar-les. Les dues germanes petites, que són bessones, per tal de fer molt bona impressió a l'oncle li estan tot el dia a sobre per tal d'avançar-se als seus desitjos cosa que l'acaba desplaent. La germana gran, però, fa tot el contrari, no li fa gaire cas i es dedica a les seves coses. El pobre senyor Doughbags no sap que fer i consulta un advocat. Aquest li fa veure que el millor que pot fer és simular la seva mort i veure el comportament de les noies. En fer-ho, les dues joves comencen a parlar sobretot sobre el què faran amb la fortuna que heretaran. La gran en canvi, se sent afectada i es preocupa per a que el seu oncle tingui un bon funeral. Veient-ho tot plegat, el senyor Doughbags acaba decidint de fer hereva dels seus diners a la germana gran.

## Repartiment
- John Bunny (oncle Doughbags)
- Flora Finch (una neboda)
- Kate Price (una altra neboda)
- Julia Swayne Gordon (una altra neboda)
- Alec B. Francis
- William J. Humphrey (advocat de l'oncle)
- Richard Rosson
- Edith Halleran